# Jacques Étienne Alexandre Anisson-Dupéron
Jacques Étienne Alexandre Anisson-Dupéron (Parijs, 31 mei 1749 - aldaar, 25 april 1794) was directeur van de Franse nationale drukkerij (Imprimerie nationale) vanaf 1788. Hij stierf tijdens de Terreur onder de guillotine.

## Levensloop
Als zoon van Jacques Anisson begon hij op 16-jarige leeftijd te werken in de koninklijke nationale drukkerij, waarvan zijn vader directeur was. In 1775 werd hij heer van Ris en Laborde met de titel van markies en het jaar erop huwde hij met Françoise de Chabena de Bonneuil, dochter van de voorzitter van het Parlement van Parijs. In 1788 volgde hij zijn vader op als directeur van de nationale drukkerij. Anisson-Dupéron was een vrijmetselaar en verwelkomde in eerste instantie de Franse Revolutie. Zijn drukkerij drukte de eerste assignaten. Hij bleef aan het hoofd van de nationale drukkerij tot 1792.
In 1793 werd hij beschuldigd van het achterhouden van goederen om de prijzen op te drijven. Hij werd voor het gerecht gedaagd door Antoine Fouquier-Tinville en na een kort proces ter dood veroordeeld. Hij stierf op 7 floréal van het jaar II in Parijs onder de guillotine.